# Tecnologia educativa
L'Associació per l'Educació en Comunicacions i Tecnologia (AECT) defineix la tecnologia educativa com l'estudi i pràctiques ètiques que faciliten l'aprenentatge i milloren el rendiment escolar mitjançat la creació, l'ús i gestió adequada dels processos i recursos tecnològics."
La tecnologia educativa fa referència ambdues teories tant al ús de hardware com de teories educatives. Engloba diverses disciplines, incloent-la teoria del aprenentatge, l'ensenyament basant en l'entrenament computacional ensenyament online i m-learning. En conseqüència hi ha diversos aspectes que descriuen el desenvolupament intel·lectual i tècnic de l'educació tecnològica:
- L'educació tecnològica com una teoria i pràctica educativa sobre l'aprenentatge.
- L'educació tecnològica com un seguit d'eines i metodologies al servei de la creació i comunicació i difusió de coneixement.

- L'educació tecnològica per als sistemes de gestió de l'ensenyament (LMS), és a dir com a eines per la gestió dels estudiants, del pla d'estudis o del aprenentatge (EMIS).

- Tenint identitat pròpia com una assignatura més que es pot anomenar "Estudis Computacionals" o Information and communications technology (ICT)”.

## Definició
Richey defineix la tecnologia educativa com "l'estudi i la pràctica ètica de facilitar l'aprenentatge i millorar el rendiment mitjançant la creació, utilització i gestió dels processos i recursos tecnològics apropiats." L'Associació de Comunicacions i Tecnologia de l'Educació (AECT) denota la tecnologia educativa com "la teoria i la pràctica del disseny, el desenvolupament, la utilització, administració i avaluació dels processos i els recursos per a l'aprenentatge." Com a tal tecnologia, l'educació es refereix a totes les ciències vàlids i fiables aplicats d'educació, com ara equips, com així com els processos i procediments que es deriven de la investigació científica, i en un context determinat poden referir-se a processos teòrics, algorítmics o heurístics: no implica necessàriament la tecnologia física.
El terme tecnologia educativa (TE) fa referència en sentit general a l'ús de la tecnologia per a millorar l'ensenyament i l'aprenentatge. Tot i això, el terme s'utilitza per a fer referència de vegades a les eines tecnològiques en si mateixes i altres a l'àrea o disciplina d'estudi científica que tracta del disseny i avaluació d'aquesta tecnologia.
El concepte depèn de la definició del terme tecnologia, que inclou una varietat d'aparells, mètodes, tècniques i dispositius. Malgrat això, avui dia el terme s'utilitza de manera molt generalitzada per a referir-se específicament a l'ús de les tecnologies de la informació i la comunicació (TIC) per a l'ensenyament i l'aprenentatge.
La tecnologia educativa és l'ús eficaç de les eines tecnològiques en l'aprenentatge. Com a concepte, es tracta d'una sèrie d'eines, com ara els mitjans de comunicació, màquines i maquinari de xarxa, així com tenint en compte les perspectives teòriques per a la seva aplicació efectiva.
La tecnologia educativa no es limita a l'alta tecnologia. No obstant això, la tecnologia educativa electrònica s'ha convertit en una part important de la societat actual. La tecnologia educativa moderna inclou (i és àmpliament sinònim) de diferents conceptes com: e-learning, tecnologia educativa, la Tecnologia de la Informació i la Comunicació (TIC) en l'educació, EdTech, tecnologia d'aprenentatge, l'aprenentatge multimèdia, l'aprenentatge potenciat per la tecnologia (TEL), instrucció basada en ordinador (CBI), equip va aconseguir la instrucció, la capacitació basada en ordinador (CBT), ensenyament assistit per ordinador o per ordinador instrucció assistida (CAI), la formació basada en Internet (IBT), l'aprenentatge flexible, la formació basada en la Web (WBT), educació en línia, educació virtual, entorns personals d'aprenentatge, aprenentatge en xarxa, entorns virtuals d'aprenentatge (VLE) (que també es diuen plataformes d'aprenentatge), m-learning i educació digital.
Perspectives teòriques i proves científiques poden influir en el disseny instruccional. L'aplicació de les teories de la conducta humana a la tecnologia educativa es deriva d'entrada de la teoria d'instrucció, la teoria de l'aprenentatge, psicologia de l'educació, la psicologia dels mitjans i la tecnologia de l'actuació humana.
La tecnologia educativa inclou nombrosos tipus de mitjans de comunicació que ofereixen text, àudio, imatges, animacions i vídeo streaming, i inclou aplicacions de la tecnologia i els processos, com ara àudio o cinta de vídeo, TV per satèl·lit, CD-ROM, i l'aprenentatge basat en ordinadors, així com intranet / extranet local i l'aprenentatge basat en la web. El sistemes d'informació i comunicació, ja siguin lliures o basant-se en qualsevol de les xarxes locals o d'Internet en l'aprenentatge en xarxa, són la base de molts processos d'e-learning.
La tecnologia educativa i l'e-learning pot donar-se dins o fora de l'aula, i pot ser un aprenentatge asíncron o pot ser dirigit per un instructor, l'aprenentatge sincrònic. És adequat per a l'aprenentatge a distància i en conjunt amb l'ensenyament cara a cara, que s'anomena aprenentatge combinat. La tecnologia educativa és utilitzat per estudiants i educadors en les llars, escoles, les empreses i altres paràmetres.

## Terminologia relacionada
Tenint en compte aquesta definició, la tecnologia educativa és un terme inclusiu tant per a les eines materials "i" els fonaments teòrics per donar suport a l'aprenentatge i l'ensenyament. La tecnologia educativa no es limita a l'alta tecnologia.
No obstant això, la tecnologia educativa electrònica moderna és una part important de la societat actual. la tecnologia educativa, la informació i la comunicació (TIC) en l'educació, EdTech, tecnologia d'aprenentatge, aprenentatge multimèdia, potenciat per la tecnologia d'aprenentatge (TEL), instrucció basada en ordinador (CBI), equip administrat instrucció, per ordinador formació (CBT), l'ensenyament assistit per ordinador o la instrucció assistida per ordinador (CAI), l'aprenentatge basat en Internet de formació (IBT), l'aprenentatge flexible, formació basada en web (WBT), educació en línia, la col·laboració educativa digital, distribuïda, la comunicació per ordinador, cyber-aprenentatge i ensenyament multifacètica, educació virtual, entorns personals d'aprenentatge, aprenentatge en xarxa, entorns virtuals d'aprenentatge (EVA) (que també es diuen les plataformes d'aprenentatge), m-learning, aprenentatge ubic i educació digital.
Cada un d'aquests nombrosos elements ha tingut els seus defensors, que apunten a possibles característiques distintives. No obstant això, molts termes i conceptes de la tecnologia educativa s'han definit vagament; per exemple, revisió de la literatura de Fiedler va trobar un acord de manca completa dels components d'un entorn d'aprenentatge personal. D'altra banda, Moore va veure aquestes terminologies com èmfasi en els seus aspectes particulars, com ara els enfocaments de digitalització, components o mètodes de lliurament en lloc de ser fonamentalment diferents en el concepte o principi. Per exemple, m-learning èmfasi en la mobilitat, que permet la sincronització alterada, la ubicació, l'accessibilitat i el context d'aprenentatge ;. No obstant això, el seu propòsit i principis conceptuals són els de la tecnologia educativa.
A la pràctica, ja que la tecnologia ha avançat, la direcció que havia pres inicialment la terminologia feia referència el terme bàsicament al definició semantica, és a dir al "aprenentage virtual" és a dir que implicava una simulació del medi ambient dins d'un món virtual, per exemple, en el tractament del trastorn d'estrès posttraumàtic (TEPT). A la pràctica, un "curs d'educació virtual" es refereix a qualsevol curs d'instrucció en què tots, o almenys una part significativa, és lliurat per Internet. "Virtual" s'usa d'aquesta manera més àmplia per descriure un curs que no s'ensenya en una aula cara a cara, sinó a través d'una manera de substitut que conceptualment es pot associar "virtualment" amb l'ensenyament a l'aula, el que significa que les persones no han de anar a l'aula física per aprendre. En conseqüència, l'educació virtual fa referència a una forma "d'educació a distància" en la qual el contingut del curs es lliura per diversos mètodes, com ara aplicacions de gestió de cursos recursos multimèdia i videoconferència.
Com a exemple addicional, aprenentatge ubic remarca un entorn d'aprenentatge omnipresent. Els continguts educatius, penetrant incorporar-los en els objectes, és tot l'alumne, que pot fins i tot no ser conscients del procés d'aprenentatge :. els estudiants poden no haver de fer res per tal d'aprendre, només han de ser-hi [18] [19] La combinació d'aprenentatge adaptatiu, utilitzant una interfície i materials individualitzat, que acomoden a un individu, que d'aquesta manera rep instrucció personal diferenciada, amb un accés ubic a recursos digitals i les oportunitats d'aprenentatge en una varietat de llocs i en diferents moments, s'ha denominat l'aprenentatge intel·ligent. aprenentatge intel·ligent és un component del concepte de ciutat intel·ligent.
Bernard Luskin, un pioner de la tecnologia educativa, ha defensat que la "i" de l'e-learning s'ha d'interpretar en el sentit de "emocionants energètics entusiastes emocionals, estesa, excel·lents, i educatives ,,," a més de "electrònic". Parcs va suggerir que la "i" ha de referir-se a "tot, tothom, amb la participació, fàcil". Aquestes àmplies interpretacions se centren en noves aplicacions [27] i desenvolupaments, així com la teoria de l'aprenentatge i la psicologia dels mitjans.

## Història
Ajudar a la gent a aprendre de manera que siguin més fàcil, més ràpid, més segura i menys costosa oes remunta a l'aparició d'eines molt primerenques, com ara pintures a parets de la cova, s'han utilitzat diversos tipus d'àbac, pissarres per escriure i pissarres s'han utilitzat durant almenys un mil·lenni.
Des de la seva introducció, llibres i fullets han mantingut un paper destacat en l'educació. Des de principis del segle xx, màquines duplicadores com el mimeògraf i els dispositius de la plantilla de Ricoh es van utilitzar per produir tirades curtes de còpia (típicament 10-50 còpies) per a l'aula o a la llar. L'ús dels mitjans de comunicació per a fins d'instrucció generalment es remunta a la primera dècada del segle XX amb la introducció de pel·lícules educatives (1900) i màquines mecàniques d'ensenyament de Sidney Pressey (1920). La primera avaluació a gran escala va ser l'Alfa de l'Exèrcit, que s'utilitza per avaluar la intel·ligència i, més concretament, les aptituds dels reclutes militars de la Primera Guerra Mundial. A més l'ús a gran escala de les tecnologies es va emprar en l'entrenament de soldats durant i després de la Segona Guerra Mundial l'ús de pel·lícules i altres materials intervingudes, com retroprojectors. El concepte d'hipertext es remunta a la descripció de Memex de Vannevar Bush el 1945.
Els projectors de diapositives van ser àmpliament utilitzats durant la dècada de 1950 en els entorns institucionals educatius. Varetes Cuisenaire es van dissenyar en els anys 1920 i van veure ús generalitzat de la dècada de 1950.
El 1960, la Universitat d'Illinois en marxa un sistema de classes basada en terminals informàtics vinculats on els estudiants podrien accedir als recursos d'informació en un curs particulari escoltar les conferències que van ser registrats a través d'algun tipus de dispositiu de forma remota lligat com un televisor o dispositiu d'àudio.
A mitjans de 1960 els professors de psicologia de Universitat Stanford Patrick Suppes i Richard C. Atkinson van experimentar amb l'ús d'ordinadors per ensenyar aritmètica i l'ortografia a través de teletips als estudiants de l'escola primària al Districte Escolar Unificat de Palo Alto a Califòrnia. Programa d'Educació de Stanford per a Joves Superdotats és descendent d'aquells primers experiments. En 1963, Bernard Luskin instal·lat el primer equip d'una universitat de la comunitat per a la instrucció. Treballar amb Stanford i altres que ell va ajudar a desenvolupar l'ensenyament assistit per ordinador. Treballar amb la Rand Corporation, lloc d'interès UCLA dissertació de Luskin en 1970 va analitzar els obstacles a l'ensenyament assistit per ordinador.
En 1971, Ivan Illich va publicar un llibre molt influent anomenat, Societat Desescolarizada, en què es preveu "xarxes d'aprenentatge" com un model d'aprenentage en xarxa.. Els anys 1970 i 1980 van veure contribucions notables en l'aprenentatge per ordinador per Murray Turoff i Starr Roxanne Hiltz a l'Institut Tecnològic de Nova Jersey així com l'evolució de la Universitat de Guelph, al Canadà. El 1976, Bernard Luskin va llançar costa de la universitat de comunitat com una "universitat sense parets" per mitjà de l'estació de televisió KOCE-TV com un vehicle. Al Regne Unit, el Consell de Tecnologia Educacional va donar suport l'ús de la tecnologia educativa, en particular, administradora del Programa Nacional de Desenvolupament del govern en Computer Aided Learning (1973-1977) i el Programa d'Educació de Microelectrònica (1980-1986).
A mitjans de la dècada de 1980, l'accés als continguts del curs es va fer possible en moltes biblioteques universitàries. En l'aprenentage basat en ordinador (CBT) o l'aprenentatge per ordinador (CBL), la interacció d'aprenentatge va ser entre els exercicis dels estudiants i de l'ordinador o simulacions de micro-món.
La comunicació digitalitzada i la creació de xarxes en l'educació van començar a mitjans de la dècada de 1980. Les institucions educatives van començar a prendre avantatge del nou mitjà, oferint cursos a distància utilitzant les xarxes d'ordinadors per obtenir informació. sistemes d'e-learning primers, basats en l'aprenentatge / formació basada en ordinador sovint repliquen estils d'ensenyament autocràtics pel que el paper del sistema d'e-learning es va suposar que era per a la transferència de coneixement, a diferència dels sistemes desenvolupats posteriorment, amb base a l'ordinador van donar suport a l'aprenentatge col·laboratiu (CSCL), que va encoratjar el desenvolupament de coneixement compartit.
La videoconferència va ser un important precursor de les tecnologies educatives conegudes avui dia. Aquest treball va ser especialment popular entre educació del museu. Fins i tot en els últims anys, la videoconferència ha augmentat en popularitat per arribar a més de 20.000 estudiants de tot Estats Units i Canadà en el període 2008-2009. Els desavantatges d'aquest tipus de tecnologia educativa són evidents: la imatge i qualitat de so és sovint granulada o pixelada; videoconferència requereix la creació d'un tipus de mini-estudi de televisió dins del museu per a la seva difusió, l'espai es converteix en un problema; i no cal equip especialitzat tant per al proveïdor com per al participant.
La Universitat Oberta a Gran Bretanya i la Universitat de Colúmbia Britànica (on Web CT, ha incorporat en Blackboard Inc, va ser desenvolupat per primera vegada) va començar una revolució de la utilització d'Internet per lliurar a l'aprenentatge, fent un ús intensiu de web formació basada, aprenentatge a distància en línia i de debat en línia entre els estudiants. Els professionals com ara Harasim (1995) posen gran èmfasi en l'ús de xarxes d'aprenentatge.
Amb l'adveniment de la World Wide Web a la dècada de 1990, els mestres es van embarcar en el mètode que utilitza les noves tecnologies per a emprar els llocs orientats a múltiples objectes, que són sistemes de realitat virtual en línia basats en text, per crear llocs web del curs juntament amb simples conjunts d'instruccions per als seus estudiants. Els editors de llibres de text també van explorar maneres d'utilitzar tant en l'Internet i la tecnologia de CD-ROM com una extensió de l'ensenyament tradicional.
Al 1994, Simon i Schuster va ser el primer en una de pioner en aquesta àrea, llançant el nou grup de mitjans de comunicació a través de la seva subsidiària Ed-Superior a continuació, Prentice Hall. Entre els membres del Grup New Media era el futur editor de MP3 Newswire Richard Menta, el projecte clau va ser el convidat Càtedra. Aquesta sèrie va ser el primer lliurament reeixida de conferències de vídeo en línia a les universitats. La conferència inaugural va ser transmès al desembre de 1996 amb el professor de física de Harvard Dr Eric Mazur presentar en instrucció per parells.
Al 1994 d'alta escola havia estat fundada. Al 1997, Graziadei descriu criteris per a l'avaluació de productes i el desenvolupament de cursos basats en la tecnologia que inclouen ser portàtil, replicable, escalable i assequible, i que té una alta probabilitat que a llarg termini la rendibilitat.
La funcionalitat d'Internet millorada va permetre activar nous esquemes de comunicació amb multimèdia o càmeres web. El Centre Nacional d'Estadístiques d'Educació estimar el nombre de K-12 estudiants matriculats en programes d'educació a distància en línia va augmentar en un 65 per cent des de 2002 a 2005, amb una major flexibilitat, facilitat de comunicació entre el professor i l'alumne, i lectura ràpida i retroalimentació assignació.
D'acord amb un estudi realitzat al 2008 pel Departament d'Educació U.S, durant el curs 2006-2007 al voltant del 66% de les escoles públiques i privades d'educació superior que participen en programes d'ajuda econòmica per a estudiants van oferir alguns cursos d'aprenentatge a distància; els registres també mostren que el 77% de les matrícules en els cursos tenien un component en línia. El 2008, el Consell d'Europa va aprovar una declaració donant suport al potencial de l'aprenentatge electrònic per a impulsar la igualtat d'educació i millores en tota la UE.
La comunicació per mitjà d'ordinador (CMC) és la que fa referència al fet que les relacions entre estudiants i instructors es fan mitjançant l'ordenador. Per contra, la TCC / CBL en general vol dir aprenentatge individualitzat (autoaprenentatge), mentre que CMC implica educador / tutor i la facilitació requereix de la creació d'unes activitats d'aprenentatge flexibles. A més, les modernes TIC proporciona al món educatiu unes eines per al manteniment de les comunitats d'aprenentatge i les tasques de gestió dels coneixements associats.
Els estudiants que creixen en aquesta era digital tenen una àmplia exposició a una varietat de mitjans de comunicació. Les principals empreses d'alta tecnologia, com ara Google, Verizon i Microsoft han finançat les escoles els proporcionen la capacitat d'ensenyar als seus estudiants a través de la tecnologia, amb l'esperança que això portaria a un millor rendiment dels estudiants.

## Teoria
Diverses perspectives pedagògiques o teories de l'aprenentatge han ser considerades en el disseny i la interacció amb la tecnologia educativa. La (teoria) d'e-learning examina aquests enfocaments. Aquestes perspectives teòriques s'agrupen en tres principals escoles teòriques o marcs filosòfics: el conductisme, cognitivisme i el constructivisme.

### El conductisme
Aquest marc teòric es va desenvolupar a principis del segle 20 basat en experiments d'aprenentatge en animals d'Ivan Pavlov, Edward Thorndike, Edward C. Tolman, Clark L. Hull, i B. F. Skinner. Molts psicòlegs utilitzen aquests resultats per a desenvolupar teories de l'aprenentatge humà, però els educadors moderns en general, veure el conductisme com un aspecte d'una síntesi holística. L'ensenyament en el conductisme s'ha relacionat amb la formació, posant l'accent en els experiments d'aprenentatge animal. Des del conductisme consisteix en la visió de les persones que ensenyen com alguna cosa amb premis i càstigs, que es relaciona amb la formació de persones.
B. F. Skinner va escriure extensament sobre la millora de l'ensenyament basat en la seva anàlisi funcional de la conducta verbal i va escriure "La tecnologia de l'ensenyament", un intent de desfer els mites subjacents a l'educació contemporània, així com promoure el sistema que ell va cridar la instrucció programada. Ogden Lindsley desenvolupat un sistema d'aprenentatge, anomenada acceleració, que es va basar en l'anàlisi de comportament, però que difereixen substancialment dels models de Skinner i de Keller.

### Cognitivisme
La ciència cognitiva va experimentar un canvi significatiu en els anys 1960 i 1970. Al mateix temps que manté el marc empíric del conductisme, la psicologia i les teories cognitives es veuen més enllà del comportament per explicar l'aprenentatge basat en el cervell en considerar com funciona la memòria humana per promoure l'aprenentatge. El model de memòria Atkinson-Shiffrin i model de memòria de treball de Baddeley es van establir com a marcs teòrics. Les ciències de la Computació i Tecnologia de la Informació han tingut una gran influència en la teoria de la ciència cognitiva. Els conceptes cognitius de la memòria de treball (anteriorment coneguda com la memòria a curt termini) i la memòria a llarg termini s'han vist facilitades per la investigació i la tecnologia en el camp de la informàtica. Una altra influència important en el camp de la ciència cognitiva és Noam Chomsky. Avui els investigadors s'estan concentrant en temes com la càrrega cognitiva, processament de la informació i la psicologia dels mitjans. Aquestes perspectives teòriques influeixen en el disseny instruccional.

### Constructivisme
Els psicòlegs educatius distingeixen entre diversos tipus de constructivisme: el constructivisme individual (o psicològic), com la teoria de Piaget, del desenvolupament cognitiu, i | el constructivisme social. Aquesta forma de constructivisme té un enfocament principal en com els alumnes construeixen el seu propi significat a partir de nova informació, a mesura que interactuen amb la realitat i amb altres estudiants que aporten diferents perspectives. ambients d'aprenentatge constructivistes requereixen que els estudiants utilitzar els seus coneixements i experiències prèvies per formular nous, relacionats i / o conceptes d'adaptació en l'aprenentatge (Termos, 2012). Sota aquest marc, el paper del professor es converteix en la d'un facilitador, que proporciona orientació perquè els estudiants puguin construir el seu propi coneixement. Els educadors constructivistes s'han d'assegurar que les experiències prèvies d'aprenentatge són apropiades i relacionats amb els conceptes ensenyats. Jonassen (1997) suggereix que "ben estructurat" entorns d'aprenentatge són útils per als estudiants novells i que els ambients "mal estructurats" només són útils per als estudiants més avançats. Els educadors que utilitzen una perspectiva constructivista poden fer èmfasi en un entorn d'aprenentatge actiu que pot incorporar l'aprenentatge basat en problemes, l'aprenentatge basat en projectes, i l'aprenentatge basat en la investigació, que involucra idealment escenaris del món real, en el qual els estudiants participen activament en les activitats de pensament crític.
Una discussió exemple il·lustratiu i es poden trobar en el desplegament de 1980 d'aprenentatge cognitiu constructivista a la informàtica, que va involucrar a la programació com a instrument d'aprenentatge.:224 LOGO, un llenguatge de programació, encarna un intent d'integrar les idees Piaget amb els ordinadors i tecnologia. Inicialment hi va haver, reclamacions esperançadors àmplies, incloent "potser la més controvertida afirmació" que seria "millorar les habilitats generals de resolució de problemes" en totes les disciplines:238 No obstant això, les habilitats de programació LOGO no va donar consistentment beneficis cognitius:238que "no era tan concreta" com a defensors van afirmar, és privilegiada "una forma de raonament sobre tots els altres", i que era difícil aplicar l'activitat de pensament a les activitats no basades en LOGO. A finals de 1980, el LOGO i altres llenguatges de programació similars havien perdut la seva novetat i la dominació i ser a poc a poc de-emfatitzat enmig de les crítiques.

## La Practica
La importància en l'ajuda de l'e-learning o reemplaça altres enfocaments d'ensenyament i aprenentatge és variable, oscil·lant entre el no res i el tot que implica l'ensenyament a distància completament en línia. Una varietat de termes descriptius s'han emprat (una miqueta inconsistents) per classificar el grau en què la tecnologia s'utilitza. Per exemple, el "aprenentatge híbrid" o aprenentatge combina pot referir-se a les ajudes d'aula i ordinadors portàtils, o pot referir-se als enfocaments en els quals el temps d'aula tradicional es redueixen però no eliminen, i es reemplaça amb una mica d'aprenentatge en línia."Aprenentatge distribuït" pot descriure bé el component d'e-learning d'un enfocament híbrid, o entorns d'aprenentatge a distància totalment en línia.

### Síncrona i asíncrona
L'e-learning pot ser o bé sincrònica o asincrònica. L'aprenentatge síncron es produeix en temps real, amb tots els participants interactuen al mateix temps, mentre que l'aprenentatge asíncron és al seu propi ritme i permet als participants a participar en l'intercanvi d'idees o informació sense la dependència de la participació d'altres participants al mateix temps.
L'aprenentatge síncronic es refereix a l'intercanvi d'idees i informació amb un o més participants en el mateix període. Exemples d'això són la discussió, la instrucció cara a cara en línia en temps real en viu mestre i retroalimentació, les converses de Skype i sales o aules virtuals de xat on tothom està en línia i treballar en col·laboració, al mateix temps. Atès que els estudiants estan treballant en col·laboració, l'aprenentatge sincronitzada ajuda als estudiants a crear una ment oberta, perquè han d'escoltar i aprendre de les seves parelles. l'aprenentatge en línia sincronitzada fomenta la consciència i millora les habilitats d'escriptura de molts estudiants.
L'aprenentatge asincrònic pot utilitzar tecnologies com el correu electrònic, blogs, wikis i fòrums de discussió, així com els llibres de text amb- el suport per al webdocuments d'hipertext, àudio cursos de vídeo, xarxes socials i la web 2.0.. En el nivell d'educació professional, la formació pot incloure sales d'operacions virtuals. L'aprenentatge asincrònic és beneficiós per als estudiants que tenen problemes de salut o que tenen responsabilitats com tenir cura d'infants. Ells tenen l'oportunitat de completar el seu treball en un ambient de baixa tensió i dins d'un marc de temps més flexible. En els cursos en línia asincrònics, els estudiants van avançant al seu propi ritme. Si necessiten escoltar una conferència per segona vegada, o pensar en una pregunta per un temps, poden fer-ho sense por que contenir la resta de la classe. A través de cursos en línia, els estudiants poden obtenir els seus diplomes més ràpidament, o repetir cursos sense la vergonya d'estar en una classe amb els estudiants més joves. Els estudiants tenen accés a una increïble varietat de cursos d'enriquiment en l'aprenentatge en línia, i poden participar en els cursos universitaris, internats, esportius o de treball i encara es graduen amb la seva classe.
D'altra banda, la convergència tecnològica dels mitjans de comunicació és el resultat d'un procés d'adaptació al llarg dels seus recursos comunicatius als canvis evolutius de cada moment històric. D'aquesta manera, els nous mitjans es va convertir en una extensió dels mitjans de comunicació tradicionals en el ciberespai, que permet al públic accedir a la informació en una àmplia gamma de dispositius digitals. En altres paraules, es tracta d'una virtualització cultural de la realitat humana com a resultat de la migració de físic a un espai virtual (intervinguda pel TIC), governat per codis, signes i particulars relacions socials, dins i fora de l'aula. Estan sorgint formes instantànies de comunicació síncrona i asíncrona, la interacció i el possible accés ràpid a la informació, en la qual ja no són mers emissors, sinó també als productors, els reproductors, companys de treball i proveïdors. Les noves tecnologies també ajuden a "connectar" a persones de diferents cultures fora de l'espai virtual, el que era impensable fa cinquanta anys. En relacions a gran escala, que absorbeixen mútuament creences, costums, educació, valors, lleis i costums de cada un, són un llegat cultural perpetuat per una dinàmica física-virtuals en constant metamorfosi (ibidem).

### L'Aprenentatge lineal
La formació assistida per ordinador (CBT) es refereix a les activitats d'aprenentatge al seu propi ritme lliurats en un ordinador o dispositiu portàtil, com una tauleta o un telèfon intel·ligent. La TCC inicialment es lliurava el contingut a través de CD-ROM, i en general presenta el contingut de forma lineal, igual que la lectura d'un llibre en línia o manual. Per aquesta raó, la TCC s'utilitza sovint per ensenyar processos estàtics, com ara l'ús de programari o completar equacions matemàtiques. formació assistida per ordinador és conceptualment similar a la formació basada en la Web (WBT), que es lliura a través d'Internet utilitzant un navegador web.
L'avaluació de l'aprenentatge en un TCC és sovint per les avaluacions que poden ser fàcilment marcats per un ordinador, com ara preguntes d'elecció múltiple, arrossegar i deixar anar, el botó de ràdio, simulació o altres mitjans interactius. Les avaluacions són marcat un gol i es registren a través de programari en línia, proporcionant retroalimentació immediata per a l'usuari final i l'estat de finalització. Els usuaris són sovint capaços d'imprimir els registres de terminació en forma de certificats.
El TCC proporcionar un ensenyament d'estímul més enllà de la metodologia d'aprenentatge tradicional de llibres de text, manuals, o instrucció a l'aula. El TCC pot ser una bona alternativa als materials d'aprenentatge impresos, ja que els mitjans rics, incloent vídeos o animacions, es poden incorporar per millorar l'aprenentatge.
No obstant això, el TCC plantegen alguns reptes d'aprenentatge. En general, la creació de TCC eficaços requereix enormes recursos. El programari per al desenvolupament de TCC Flash or Adobe Director) és sovint més complex que un expert en la matèria o el mestre és capaç d'utilitzar. La manca d'interacció humana pot limitar tant el tipus de contingut que pot ser presentada i el tipus d'avaluació que es poden realitzar, i és possible que la suplementació amb la discussió en línia o altres elements interactius.

### L'aprenentatge col·laboratiu
L'aprenentatge col·laboratiu recolzat per ordinador (CSCL) utilitza mètodes d'instrucció dissenyats per encoratjar o exigir als estudiants a treballar junts en tasques d'aprenentatge, el que permet l'aprenentatge social. El CSCL és similar en concepte a la terminologia, "e-learning 2.0" i "aprenentatge col·laboratiu en xarxa" (NCL). Amb els avanços en Web 2.0, l'intercanvi d'informació entre diverses persones en una xarxa s'ha convertit en molt més fàcil i el seu ús va augmentant:1 Una de les principals raons és que es tracta d ' "un brou de cultiu per a la creativitat i la participació esforços educatius:2. L'aprenentatge té lloc a través de converses sobre el contingut i la interacció amb connexió a real dels problemes i accions. Aquest aprenentatge col·laboratiu es diferencia de la instrucció en la qual l'instructor és la principal font de coneixements i habilitats. El neologisme "e-learning 1.0" es refereix a la instrucció directautilitzada en els sistemes d'aprenentatge i de formació basats en computadores primerenques (CBL). En contrast amb el lliurament lineal de continguts, sovint directament de material de l'instructor, CSCL utilitza el programari social com blogs, xarxes socials, wikis, podcasts, portals de documents basats en el núvol Google Docs i Dropbox), i grups de discussió i virtual mons com Second Life. Aquest fenomen s' ha estat denominat com la cua d'aprenentatge llarg. [75] Els defensors de l'aprenentatge social afirmen que una de les millors maneres d'aprendre alguna cosa és ensenyar als altres. Les xarxes socials s'han utilitzat per promoure les comunitats d'aprenentatge en línia al voltant de temes tan diversos com la preparació de la prova i de l'ensenyament d'idiomes. L'aprenentatge d'idiomes assistida per mòbil (centre comercial) és l'ús dels ordinadors de butxaca o telèfons mòbils per ajudar en l'aprenentatge d'idiomes.
Les aplicacions de col·laboració (aplicacions educatives) permeten als estudiants i professors interactuar mentre s'estudia. Un exemple és MathChat, que permet la resolució de problemes cooperativa i respondre a la retroalimentació. [ Algunes aplicacions també poden proporcionar una oportunitat per revisar o aprendre nous temes de forma independent en un ambient de classe simulada. Un exemple molt conegut és l'Acadèmia Khan, [ que ofereix el material en matemàtiques, biologia, química, economia, història de l'art i molts altres. Té l'avantatge de combinar els estils d'aprenentatge com l'aplicació ofereix molts vídeos per als estudiants visuals i auditives, així com exercicis i tasques per resoldre els cinestèsics. Altres aplicacions estan dissenyades després dels partits, que proporcionen una manera divertida de revisar. Quan l'experiència és agradable als estudiants a ser més compromesa. Els jocs també solen venir amb un sentit de progressió, el que pot ajudar a mantenir els estudiants motivats i coherent en tractar de millorar. Exemples de jocs educatius són Drac Box, ment Snacks, encanteris de codi i molts més.
L'Aula 2.0 es refereix als entorns en línia per a múltiples usuaris virtuals (MUVEs) que connecten les escoles a través de fronteres geogràfiques. Conegut com a "eTwinning", ordinador-donat suport al aprenentatge col·laboratiu (CSCL) permet als estudiants d'una escola comunicar-se amb els estudiants d'una altra que no haurien pogut conèixer d'una altra manera, i millora dels resultats educatius i la integració cultural. Exemples de les aplicacions a l'aula 2.0 són Blogger i Skype.
A més, molts investigadors distingeixen entre els enfocaments de col·laboració i de cooperació per a l'aprenentatge en grup. Per exemple, Roschelle i Teasley (1995) sostenen que "la cooperació s'aconsegueix mitjançant la divisió del treball entre els participants, com una activitat en la qual cada persona és responsable d'una part de la solució de problemes", en contrast amb la col·laboració que implica el "acoblament mutu dels participants en un esforç coordinat per resoldre el problema junts ".

## Els mitjans
Els mitjans educatius i els instruments es poden utilitzar per a:
- Suport de l'estructuració de la tasca: l'ajuda amb com fer una tasca (procediments i processos)
- L'accés a bases de coneixement (ajuden a l'usuari a trobar la informació necessària)
- S'alternen formes de la representació de coneixement (representacions múltiples del coneixement per exemple: vídeo, àudio, text, imatge, dades)

Els diferents tipus de tecnologia física que s'usen actualment: càmeres digitals, càmeres de vídeo, instruments digitals interactius, càmeres de document, mitjans electrònics i projectors LCD. Les combinacions d'aquesta tècnica s'inclouen en blogs, programari de col·laboració, portfolis i aules virtuals.

### Àudio and video
La ràdio ofereix un vehicle educatiu sincrònic, mentre que si es projecta el àudio sobre internet amb webcasts i podcasts pot ser asincrònic. Els micròfons de l'aula molt sovint la ràdio poden permetre a principiants i educadors relacionar-se més clarament.
La tecnologia del vídeo [86] ha inclòs cintes de VHS i DVDs així com a petició i mètodes sincrònics amb el vídeo digital o opcions basades en la web com el vídeo que proporciona YouTube, Tub del professor, Skype, Adobe Connect i càmeres web. El tele treball es pot unir amb oradors i altres experts. Els videojocs digitals interactius s'estan utilitzant en institucions de l'ensenyament superior i K-12.

### Ordinadors, tablets i dispositius mòbils
L'aprenentatge de col·laboració és un enfocament d'aprenentatge basat en el grup en el qual els principiants mútuament s'involucren d'una manera coordinada per aconseguir un objectiu d'aprenentatge o completar una tasca d'aprenentatge. Amb el desenvolpuament recent en la tecnologia del smartphone, els poders de processament i les capacitats de magatzematge de mòbils moderns tenen en compte el desenvolupament avançat i l'ús d'apps. Molts creadors d'app i els experts de l'educació han estat explorant el smartphone i la tablet com un mitjà per a l'aprenentatge de col·laboració.
Els ordinadors i les tablets permeten als principiants i educadors a tindre accés a llocs web així com programes com Microsoft Word, PowerPoint, arxius de PDF i imatges. Molts dispositius mòbils donen suport al m-learning.
Els dispositius mòbils com clickers i smartphones es poden utilitzar per a la reacció de resposta de l'auditori interactiva. [ l'Aprenentatge mòbil pot proporcionar el suport de rendiment a comprovar el temps, posant recordatoris, recuperant fulls de treball i manuals d'instruccions.
OpenCourseWare (OCW) dona l'accés públic lliure a la informació usada en programes de postgrau i estudiantils. Les institucions participants són MIT i Harvard, Princeton, Stanford, universitat de Pennsilvània i la Universitat de Michigan.
Google Classroom permet que instructors creuen, administren, i classifiquen assignacions. Mentre Google Classroom finalment s'esforça per crear un ambient d'aprenentatge sense paper, hi ha molts tipus diferents del principiant; un ambient d'aprenentatge com el que els projectes de Google Classroom no treballen per a cada u.

### Xarxes socials
Les pàgines Web del grup, els blogs, wikis i Twitter permeten que principiants i educadors fixen pensaments, idees i comentaris d'un lloc web en un ambient d'aprenentatge interactiu. els llocs connectats a una xarxes socials són comunitats virtuals per a la gent interessada en un tema en particular per a comunicar-se per veu, xarrada, missatge immediat, conferència de vídeo o blogs. [97] L'Associació de Consells escolars Nacional va trobar que el 96% d'estudiants amb l'accés en línia ha utilitzat tecnologies connectades a una xarxa social i més del 50% parlen en línia sobre el treball escolar. La gestió de xarxes socials anima a la col·laboració i el compromís [98] i pot ser un instrument motivacional per a l'auto-eficàcia entre estudiants. Cada estudiant té el seu propis requisits d'aprenentatge i una Xarxa 2. 0 marc educatiu proporciona prou recursos, aprenent estils, instruments de comunicació i flexibilitat per a acomodar aquesta diversitat.

### Les càmeres web
Les càmeres web i webcasting han permés la creació d'aules virtuals i ambient d'aprenentatge virtual. les càmeres web també són emprades per a respondre al plagi i altres formes de la falsedat acadèmica que podria ocórrer en un ambient d'aprenentatge electrònic.

### Pissarra interactiva
Hi ha tres tipus de pissarres. Les pissarres inicials, anàlogues a les pissarres, daten de finals de 1950. El terme pissarra també s'utilitza metafòricament per referir-se a les pissarres virtuals en què les aplicacions de programari d'ordinador i que permetent escriure o dibuixar. Aquesta és un dels elements comuns quan es treballa en grup per realitzar reunions virtuals, col·laboracions o missatgeria instantània. Les pantalles interactives permeten als estudiants i professors escriure a mà a la pantalla tàctil. La imatge de pantalla pot ser una pissarra en blanc o qualsevol element del contingut de la pantalla de l'ordinador. Depenent de la configuració de permisos, aquest aprenentatge visual pot ser interactiva i participativa, incloent l'escriptura i la manipulació de les imatges a la pantalla interactiva.

### Screencasting
Screencasting permet que usuaris compartisquen les seues pantalles directament del seu navegador i posen el vídeo a disposició en línia de manera que altres espectadors puguen veure el vídeo directament. [ El presentador així té la capacitat de mostrar les seues idees i flux de pensaments, més que si simplement s'explique el contingut d'un text. En la combinació amb àudio i vídeo, l'educador pot imitar l'experiència de l'aula. Els principiants tenen una capacitat de fer una pausa i rebobinar, examinar en el seu propi pas, quelcom que una aula no sempre pot oferir.

### Classes virtuals
Un ambient d'aprenentatge virtual (VLE), també conegut com una plataforma d'aprenentatge, simula una aula virtual o reunions mesclant simultàniament diverses tecnologies de comunicació. Per exemple, el programari de comunicació de web com GoToTraining, Formació de WebEx o Atovó Connect permet a estudiants i instructors comunicar-se l'un amb l'altre via cambra web, micròfon i xarrada de temps real en un ajust del grup.
Els participants poden alçar mans, fer enquestes de la resposta o fer proves. Els estudiants poden utilitzar la pantalla o la pissarra virtual quan l'instructor els hi dona accés, permetent-los a diversos nivells, la creació de textos escrits, l'ús del micròfon o el control del ratolí.
Una aula virtual proporciona l'oportunitat als estudiants de rebre la instrucció directa d'un professor qualificat en un ambient interactiu. Els principiants poden tindre l'accés directe i immediat al seu instructor per a reacció immediata i direcció. L'aula virtual proporciona un horari estructurat de classes, que poden ser profitoses per a estudiants que poden trobar la llibertat de l'ensenyança asincrònica. A més, l'aula virtual proporciona un ambient d'aprenentatge social que reprodueix l'ambient tradicional a l'aula. La major part d'aplicacions de l'aula virtuals proporcionen un tret de gravació. Cada classe es registra i s'emmagatzema en un servidor, que té la repetició immediata en compte de qualsevol classe sobre el curs de l'any escolar. Açò pot ser molt útil per a estudiants per a recuperar material perdut o conceptes de la revisió per a un examen pròxim. Els pares i els auditors tenen la capacitat conceptual de supervisar qualsevol aula per a assegurar que se satisfan per l'educació que el principiant rep.
En l'ensenyança superior sobretot, un ambient d'aprenentatge virtual (VLE) a vegades es combina amb un sistema d'informació gerencial (MOS) per a crear un ambient d'aprenentatge manejat, en el qual tots els aspectes d'un curs es manegen a través d'un interfície de l'usuari conseqüent en totes parts de la institució. Les universitats físiques i l'oferta de col·legis en línia i única més nova seleccionen graus acadèmics i programes del certificat via Internet. Alguns programes requereixen que estudiants assistisquen a algunes classes del campus o orientacions, però molts s'entreguen completament en línia. Unes quantes universitats ofereixen servicis de suport estudiantils en línia, com aconsellar en línia i registre, orientació electrònica, compres del manual en línia, governs estudiantils i periòdics estudiantils.
La realitat augmentada (ARA) proveeix a estudiants i professors l'oportunitat de crear capes de la informació digital, que inclou tant elements de món real com a mundials virtuals, per a relacionar-se a temps real. Hi ha ja una varietat d'apps que ofereixen moltes variacions i possibilitats. La psicologia de mitjans implica l'aplicació de teories en la psicologia a mitjans i és una especialitat creixent en aprenentatge i tecnologia educativa.

### Eines de Creació e-learning
Les eines de creació d'e-learning són el programari o serveis en línia que permeten als usuaris crear cursos, simulacions, o altres experiències educatives. Aquestes eines solen donar suport als cursos convencionals, tenen una presentació similar, i poden permetre la gravació de pantalla, multimèdia, interactivitat, qüestionaris, no son lineals i tnen diversos nfocaments d'adaptació. [105] Un exemple de les eines de creació d'e-learning és Adobe Captivate. Aquest permet als usuaris practicar les seves habilitats d'escriptura.

#### Software d'escriptura
Els software d'escriptura permet als usuraris practicar les seves habilitats. Alguns d'aquest programes inclouen un Instructor d'escriptura, un màster d'escrirptura i per als nens, Mavis Beacon Keyboarding Kidz.

### Sistema de gestió d'aprenentatge
Un sistema de gestió d'aprenentatge (LMS) és un programari utilitzat per al lliurament, seguiment i gestió de la formació i l'educació. Per exemple, un LMS de seguiment de l'assistència, temps que s'haura de destinar a la tasca, i el progrés de l'estudiant. Els educadors poden publicar anuncis, les assignacions de grau, comprovar l'activitat dels estudiants i participar en les discussions a classe. Els estudiants poden presentar els seus treballs, llegir i respondre a les preguntes de discussió, i prendre les proves. [94] Un LMS pot permetre als mestres, administradors, estudiants, i altres persones autoritzades (com els pares si és el cas) per fer un seguiment de diverses mètriques. Existeix una alta gamma de sistemes LMS per a la gestió de registres de formació / educació de programari per a la distribució de cursos a través d'Internet i que ofereix característiques de col·laboració en línia. La creació i el manteniment del contingut global d'aprenentatge requereix inversions inicials i de treball humà. La traducció efectiva a altres idiomes i contextos culturals requereix encara més la inversió de personal expert.
Els sistemes de gestió d'aprenentatge basat en Internet inclouen la lona, Blackboard Inc i Moodle. Aquests tipus de LMS permeten als educadors executar un sistema d'aprenentatge en línia, parcialment o totalment, de forma sincrònica o asincrònica. Es poden utilitzar per a l'educació K-12, Educació Superior, de negocis, i la col·laboració del Govern. Moodle és un servei gratuït de descàrrega amb un sistema de gestió de cursos de codi obert que ofereix oportunitats d'aprenentatge combinat, així com plataformes per als cursos d'aprenentatge a distància. Eliademy és un sistema gratuït basat en un núvol de gestió de cursos que ofereix oportunitats d'aprenentatge combinat, així com plataformes per als cursos d'aprenentatge a distància.

#### Sistema d'aprenentatge de gestió de continguts
Un sistema de gestió de continguts d'aprenentatge (LCMS) és un programari per al contingut d'autor (cursos, contingut d'objectes reutilitzables). Un LCMS pot estar totalment dedicat a la producció i publicació de continguts que està allotjada en un LMS, o pot albergar el contingut en si. El Comitè de Formació (AICC) especificació basada en ordinador indústria de l'aviació proporciona suport per al contingut que s'allotja per separat dels LMS.
Una tendència recent en LCMSs és abordar aquesta qüestió a través de crowdsourcing (cf.SlideWiki).

#### Avaluació assistida per ordenador
L'avaluació assistida per ordinador (e-avaluació) varia des de les proves automatitzades de selecció múltiple a sistemes més sofisticats. En alguns sistemes, la retroalimentació pot estar orientada a errors específics d'un estudiant o l'ordinador pot navegar per l'estudiant a través d'una sèrie de preguntes per adaptar-se al que sembla haver après o no après l'estudiant. L'avaluació formativa filtra les respostes incorrectes, i aquestes preguntes les explica el professor. L'aprenent, practica amb lleugeres variacions de les preguntes mitjançant cribratge. El procés es completa amb l'avaluació sumativa mitjançant un nou conjunt de preguntes que només cobreixen els temes ensenyats anteriorment.

#### Sistemes de suport al rendiment electrònic
Un sistema de suport al rendiment electrònic (EPSS) és, segons Barry Raybould, "un sistema basat en ordinador que millora la productivitat dels treballadors, proporcionant l'accés al lloc de treball a la informació integrada, consells i experiències d'aprenentatge". Glòria Gery el defineix com "un entorn electrònic integrat que està disponible des de i fàcilment accessible per cada empleat i està estructurat per proporcionar immediata, individualitzat d'accés en línia a tota la gamma d'informació, programari, orientació, assessorament i assistència, dades, imatges, eines i sistemes d'avaluació i monitoratge per permetre l'acompliment de la feina amb un mínim de suport i la intervenció dels altres ".

### Els objectius d'aprenentatge

#### Contingut
Els problemes de contingut i arquitectura de disseny inclouen la pedagogia i l'objecte d'aprenentatge reutilització. Un enfocament que te en compte cinc aspectes:
- Fet - dades úniques (per exemple, símbols de la fórmula d'Excel, o les parts que componen un (objectiu d'aprenentatge)
- Concepte - una categoria que inclou diversos exemples (per exemple, les fórmules d'Excel, o els diferents tipus / teories de (disseny instruccional)
- Procés - un flux d'esdeveniments o activitats (per exemple, el funcionament d'un full de càlcul o les cinc fases en ADDIE)
- Procediment - tasca pas a pas (per exemple, entrar a una fórmula en un full de càlcul o els passos que s'han de seguir dins d'una fase en ADDIE)
- Principi estratègic - tasca que es realitza mitjançant l'adaptació de les directrius (per exemple, fent una projecció financera en un full de càlcul, o l'ús d'un marc per al disseny d'entorns d'aprenentatge)

#### Elements pedagògics
Els elements pedagògics es defineixen com a estructures o unitats de material educatiu. Són el contingut educatiu que es va a lliurar. Aquestes unitats són independents del format, el que significa que encara que la unitat es pot subministrar en diverses formes de lliurament com a partir d'una pàgina web, una videoconferència, un Podcast, una lliçó, unes missions, preguntes d'opció múltiple, concursos, grups de discussió o un estudi de cas.

#### Normativa dels Objectes d'Aprenentatge
S'han invertit molt esforç en la reutilització tècnica de materials electrònics d'ensenyament i, en particular, la creació o la reutilització d'objectes d'aprenentatge. Aquestes són unitats autònomes que estiguin degudament etiquetats amb paraules clau, o altres metadades, i sovint s'emmagatzemen en un format d'arxiu XML. La creació d'un curs requereix l'elaboració d'una seqüència d'objectes d'aprenentatge. Hi ha repositoris privats i oberts, no comercials i comercials, revisats per parells d'objectes d'aprenentatge, com ara el repositori Merlot. (SCORM) és un conjunt de normes i especificacions que s'aplica a certa basada en la web d'e-learning. Altres especificacions, com ara escoles marc que permeten el transport d'objectes d'aprenentatge o per a la categorització de les metadades.

## Sessions

### Preescolar
Hi ha diverses formes de mitjans de comunicació electrònics adaptats a la vida preescolar. [115] Encara que els pares informen d'una experiència positiva, l'impacte de tal ús no s'ha avaluat de forma sistemàtica.
L'edat en què un nen pot començar a usar una tecnologia en particular, tal com un telèfon mòbil o un ordinador podria dependre de recerca d'un recurs tecnològic per a les capacitats de desenvolupament del receptor, com ara les etapes edat marcades pel psicòleg suís Jean Piaget. Paràmetres, com ara l'edat apropiada, la coherència amb els valors cobejats, i l'entreteniment concurrent i aspectes educatius, s'han suggerit per a l'elecció dels mitjans de comunicació.

### K–12
L'aprenentatge electrònic és utilitzat per  escoles públiques als Estats Units, així com les escoles privades. Alguns entorns d'e-learning es duen a terme en una aula tradicional, altres permeten que els estudiants assisteixin a classes des de la llar o en altres llocs. Hi ha diversos estats que estan utilitzant les plataformes virtuals de l'escola per a l'e-aprenentatge en tot el país. L'escola virtual permet als estudiants fer un aprenentatge síncron o asíncron, oferint cursos d'aprenentatge des de qualsevol lloc amb connexió a Internet.
L'aprenentatge electrònic és cada vegada més utilitzat pels estudiants que no volen anar a l'escola tradicional a causa de al·lèrgies greus o altres problemes mèdics, la por a la violència escolar i l'assetjament escolar i els estudiants amb pares que li agradaria educar a casa, però que no se senten capacitats. Les escoles en línia creen un refugi perquè els estudiants rebin una educació de qualitat, evitant gairebé del tot aquests problemes comuns. Les escoles autònomes en línia també amb freqüència no estan limitats per ubicació, nivell d'ingressos o la mida de les classes tradicionals
L'aprenentatge electrònic també ha anat en augment com un complement a les classes tradicionals. Els estudiants amb talents especials o interessos fora dels plans d'estudi l'ús d'e-learning disponible per avançar en les seves habilitats o millorar-les. Algunes institucions en línia es connecten als estudiants amb els instructors a través de la  web per formar una aula digital.
Les escoles privades nacionals també estan disponibles en línia. Aquests proporcionen els beneficis de l'e-learning als estudiants en estats on les escoles en línia no estan disponibles. També poden permetre als estudiants una major flexibilitat i l'exempció de les proves de l'estat.
L'educació virtual en l'educació K-12 es refereix sovint a les escoles virtuals, i en l'educació superior a les universitats virtuals. Les escoles virtuals són "escoles cybercharter" amb models administratius innovadors i tecnologia de realització dels cursos.

### L'educació superior
La inscripció en línia curs de la universitat s'ha vist un augment del 29% i gairebé un terç de tots els estudiants universitaris, o un estimat de 6.700.000 d'estudiants estan matriculats en les classes en línia. El 2009, el 44 per cent dels estudiants d'ensenyament superior dels EUA estaven prenent part o la totalitat dels seus cursos en línia, que es preveu que augmenti a 81 per cent en 2014.
Tot i la gran proporció del mercat que representa el lucre de les institucions d'educació superior que ofereixen ara classes en línia, és només la meitat del de les escoles privades,. Les institucions privades poden participar més en les presentacions en línia com la disminució de costos. personal degudament capacitat també ha de ser contractat per treballar amb els estudiants en línia. Aquests membres del personal necessiten entendre l'àrea de contingut, i també estar altament capacitats en l'ús de l'ordinador i Internet.
L'educació en línia està augmentant ràpidament, i els programes de doctorat en línia, fins i tot s'han desenvolupat en les principals universitats d'investigació. [126]
Encara MOOC (MOOCs) poden tenir limitacions que els impedeixen substituir completament l'educació universitària, aquest tipus de programes s'han expandit significativament. MIT, Stanford i la Universitat de Princeton ofereixen classes per a una audiència global, però no per crèdit universitari.
Els programes de nivell universitari, com edx fundada pel Massachusetts Institute of Technology i la Universitat Harvard, ofereixen una àmplia gamma de disciplines de franc, mentre que altres permeten als estudiants per auditar un curs sense càrrec, sinó que requereixen una petita quota per a l'acreditació. MOOCs no han tingut un impacte significatiu en l'educació superior i es va reduir després de l'expansió inicial, però s'espera que es mantingui en alguna forma.
Les organitzacions privades també ofereixen classes, com Udacity, amb classes d'informàtica lliure, i l'Acadèmia Khan, amb més de 3.900 micro-conferències gratuïtes disponibles a través de YouTube. Es basaven en la distribució col·laboració oberta (DOCC) veu a si mateixa com un moviment contrari al MOOC, posant l'accent en l'ensenyament descentralitzada.
La Universitat del Poble és una organització no lucrativa acreditada universitat en línia. Coursera ofereix cursos en línia. D'acord amb la Fortune, més d'un milió de persones a tot el món s'han inscrit a cursos gratuïts en línia.

### Corporativa i professional
Les empreses amb cadenes de distribució fan servir e-learning per a la formació del personal, el desenvolupament i per portar els clients informació sobre les últimes novetats de productes. El desenvolupament professional continu (DPC) pot oferir actualitzacions de compliment normatiu i el desenvolupament personal d'habilitats valuoses del lloc de treball. Per a una eficàcia i el rendiment d'aprenentatge competitiu, els sistemes de puntuació estan dissenyats per donar retroalimentació en viu en la presa de decisions en (mòbils) escenaris d'aprenentatge complexos.

### La salut pública
Hi ha una necessitat important de recent i fiable, i la informació de salut d'alta qualitat per ser posat a disposició del públic, així com en forma resumida per als proveïdors de salut pública. Els proveïdors han indicat la necessitat de notificació automàtica de les últimes investigacions, d'un únic portal de recerca d'informació, i l'accés a la literatura grisa. El (MCH) Biblioteca de la salut maternoinfantil és finançat per la materna EUA i l'Oficina de Salut Infantil per detectar les últimes investigacions i el desenvolupament de les notificacions automàtiques als proveïdors a través de l'Alerta de MCH. Una altra aplicació en la salut pública és el desenvolupament de la salut mòbil (utilització de les telecomunicacions mòbils i multimèdia a la salut pública mundial). MHealth s'ha utilitzat per promoure els serveis prenatals i neonatals, amb resultats positius. A més, "els sistemes de salut han implementat programes de salut mòbil per facilitar les respostes d'emergència mèdica, suport en el punt d'atenció, promoció de la salut i la recopilació de dades." En els països de baixos i mitjans ingressos, la salut mòbil s'utilitza amb més freqüència com a text d'una sola via missatges o recordatoris telefònics per promoure l'adherència al tractament i es reuneixen les dades.

### TDAH
També hi ha hagut un creixent interès en l'e-learning com a mètode educatiu beneficiós per als estudiants amb trastorn per dèficit d'atenció amb hiperactivitat (TDAH). Amb la creixent popularitat en l'e-learning entre K-12 i l'educació superior, l'oportunitat de fer classes en línia s'està convertint cada vegada més important per als estudiants de totes les edats. No obstant això, els estudiants amb necessitats especials TDAH i s'enfronten a diferents demandes d'aprenentatge en comparació amb l'alumne en desenvolupament típic. Això és especialment significatiu tenint en compte el dramàtic augment de diagnòstics de TDAH en l'última dècada entre els nens i els adults. En comparació amb l'aula tradicional cara a cara, e-learning i aules virtuals requereixen un major nivell de funcions executives, que és el dèficit primari associat amb el TDAH. Tot i que el TDAH no s'anomena específicament en la Llei de Rehabilitació de 1973, els estudiants amb TDAH que tenen símptomes que interfereixen amb el seu aprenentatge o la capacitat poden ser elegibles per a la tecnologia d'assistència. Alguns exemples dels recursos que poden ajudar els estudiants d'interès i els adults amb TDAH consisteixen en, programari, jocs cerebrals, temporitzadors, calendaris, dispositius de reconeixement de veu, ampliadors de pantalla, llibres sonors.
Wolf enumera 12 habilitats de la funció executiva necessari que els estudiants tinguin èxit en l'educació superior :. Pla, s'estableixen objectius, organitzar, iniciar, mantenir l'atenció / esforç, la flexibilitat, el monitor, fer servir la retroalimentació, estructura, gestió del temps, gestió de materials, i segueixen a través Aquestes habilitats, juntament amb un fort aprenentatge autònom i autoregulat, són especialment pronunciats en l'entorn en línia i la major quantitat d'estudiants amb TDAH pateixen d'un dèficit en una o més d'aquestes funcions executives, això presenta un desafiament significatiu i una barrera d'accessibilitat lectrònica.
Alguns han assenyalat que els models d'e-learning actuals s'estan movent cap a l'aplicació d'una teoria de l'aprenentatge constructivista que posa l'accent en un entorn centrat en l'alumne i postula que tothom té la capacitat de construir el seu propi coneixement i significat a través d'un procés de resolució de problemes i la descoberta. No obstant això, alguns dels principis del constructivisme poden no ser apropiats per als alumnes amb TDAH; Aquests principis inclouen l'aprenentatge actiu, l'autocontrol, la motivació i el fort enfocament.
Tot i les limitacions, els estudiants amb necessitats especials, com el TDAH, han expressat el seu entusiasme general per a l'aprenentatge electrònic i han identificat un nombre de beneficis d'e-learning, entre ells: la disponibilitat de les notes del curs en línia, materials i recursos addicionals; la capacitat de treballar a un ritme independent i passar més temps va passar la formulació de respostes ben pensades en les discussions a classe; ajudar en la comprensió de curs de conferències / contingut; que permet veure les conferències en múltiples ocasions; i un millor accés i comunicació amb l'instructor del curs.

### Discapacitat
El disseny de plataformes d'e-learning en formes que permetin l'accés universal ha estat objecte d'atenció des de diverses direccions, incloent la web World Wide Web Consortium Web Asccibility (WAI). La WAI proporciona estàndards de format universal per a llocs web perquè puguin seguir ser accessible per a persones amb discapacitat. Per exemple, el desenvolupament o l'adopció de material d'e-learning pot activar l'accessibilitat per a les persones amb discapacitat visual. L'Escola Perkins per a Cecs les ofertes d'aprenentatge recursos adaptats per als discapacitats visuals, incloent seminaris, activitats de ciència descarregables i una biblioteca en línia que té accés a més de 40.000 materials de recursos sobre la ceguesa i sordesa-ceguesa.
L'educació en línia pot semblar ser una alternativa prometedora per als estudiants amb discapacitats físiques i sensorials perquè es posen a treballar al seu propi ritme i en la seva pròpia llar. No obstant això, no tots els programes en línia són iguals quan es tracta dels seus recursos per a estudiants amb discapacitats. Els estudiants amb discapacitats que vulguin inscriure en l'educació en línia o bé han de poder defensar-se per si mateixos i els seus propis drets o tingui una persona a qui està disposat a advocar per ells. La Llei d'Americans amb Discapacitats estableix que els programes en línia han d'oferir espais adequats per als estudiants amb discapacitats, però no s'ha definit específicament el que això significa. "Una vegada que els estudiants amb discapacitat són acceptats en un programa en línia, s'han de preparar per ser directa i oberta sobre el que necessiten per tenir èxit, diuen els experts" (Haynie).

### Opcions d'identitat
La tecnologia educativa, especialment en entorns d'aprenentatge en línia, pot permetre que els estudiants utilitzen identitat real, pseudònim, o identitat en l'anonimat durant la comunicació a l'aula. Els avantatges de l'anonimat pel que fa l'edat i el gènere n'incrementen participació dels estudiantsi l'augment de la comunicació entre cultures. Els riscos inclouen l'augment de la intimidació cibernètica, i llenguatge agressiu o hostil.

## Beneficis
L'ús eficaç de tecnologia desplega múltiples estratègies basades en l'evidència al mateix temps (per exemple, el contingut d'adaptació, les proves freqüents, retroalimentació immediata, etc.), igual que ho fan a classe els mestres eficaços. L'ús d'ordinadors o altres formes de tecnologia proporcionarà als estudiants l'opció de a practicar el contingut bàsic i habilitats, mentre que el professor pot treballar amb altres estudiants, realitzar avaluacions, o realitzar altres tasques. A través de l'ús de la tecnologia educativa, l'educació és capaç de ser individualitzat per a cada estudiant i això permet una millor diferenciació i que els estudiants treballin autònomament i al seu propi ritme.
La moderna tecnologia educativa pot millorar l'accés a l'educació, inclosos els programes acadèmics a temps complet. Es permet una millor integració dels estudiants a temps parcial, en particular en l'educació contínua, i les interaccions entre els estudiants i professors van millorant. El material d'aprenentatge que es pot utilitzar per a l'aprenentatge de llarga distància és torna accessible a un públic més ampli. Els materials del curs són de fàcil accés. El 2010, el 70,3% de les llars familiars nord-americans tenien accés a internet. En 2013, d'acord amb la Televisió Ràdio canadenca i Comissió de Telecomunicacions de Canadà, el 79% de les llars tenen accés a Internet. Els estudiants poden accedir i interactuar amb nombrosos recursos en línia a casa. L'ús dels recursos en línia com ara l'Acadèmia Khan o xerrades TED pot ajudar els estudiants passen més temps en els aspectes específics del que ella pot aprendre a l'escola, però a casa. Escoles com el MIT han fet certs materials del curs en línia lliure. Encara que alguns aspectes d'una aula es perden mitjançant l'ús d'aquests recursos, que són eines interessants per afegir suport addicional per al sistema educatiu. S'elimina la necessitat de pagar pel transport al centre educatiu.
Els estudiants aprecien la comoditat de l'e-learning, però diuen que existeix un major compromís en entorns d'aprenentatge cara a cara.
Segons James Kulik, que estudia l'eficàcia dels equips que s'utilitzen per a la instrucció, els estudiants solen aprendre més en menys temps quan es rep la instrucció basada en ordinador i classes que els agrada més i desenvolupar actituds més positives cap als ordinadors a les classes basades en la informàtica. Els estudiants poden resoldre problemes de forma independent. No hi ha restriccions basades en l'edat intrínseques en el nivell de dificultat, és a dir, els estudiants poden anar al seu propi ritme. Els estudiants d'editar els seus treballs escrits en els processadors de text milloren la qualitat de la seva escriptura. Segons alguns estudis, els estudiants són millors en la crítica i l'obra escrita d'edició que s'intercanvia a través d'una xarxa d'ordinadors amb els estudiants que coneixen. Els estudis realitzats en la configuració "de computació intensiva" van trobar augments en les habilitats de l'estudiant-centrada, cooperatiu i aprenentatge d'ordre superior, escriptura, resolució de problemes, i l'ús de la tecnologia.A més, també s'han millorat les actituds cap a la tecnologia com una eina d'aprenentatge pels pares, estudiants i professors.
L'acceptació de l'educació en línia d'ocupadors ha augmentat amb el temps.Més del 50% dels gerents de recursos SHRM humana enquestats per a un informe d'agost de 2010 va dir que si dos candidats amb el mateix nivell d'experiència estaven aplicant per a un treball, no tindria cap tipus d'efecte si el grau obtingut del candidat va ser adquirida a través d'una línia o una escola tradicional. Setanta-nou per cent va dir que havia emprat un candidat amb un grau en línia en els últims 12 mesos. No obstant això al 66% va dir que els candidats que obtenen graus en línia no es veien tan positivament com un sol·licitant d'ocupació amb títols tradicionals.
L'ús d'aplicacions educatives en general, té un efecte positiu en l'aprenentatge. I les proves prèvies i posterior revelen que l'ús d'aplicacions en dispositius mòbils redueix la bretxa en el rendiment entre els que lluiten per aprovar i els estudiants que estan en la mitjana.Algunes aplicacions educatives ajuden a millorar el treball en grup, permetent als estudiants rebre retroalimentació sobre les respostes i promoure la col·laboració en la solució de problemes, exemples d'aquestes aplicacions es poden trobar en el tercer paràgraf. Els beneficis de l'aprenentatge assistit per aplicació han estat exposades en tots els grups d'edat. Els estudiants de Kinder que utilitzen iPads mostren taxes molt més altes d'alfabetització que els no usuaris. Els estudiants de medicina a la Universitat de Califòrnia Irvine que van utilitzar l'iPad acadèmicament van obtenir un rendiment d'23% més alt en els exàmens nacionals que les classes anteriors que no ho van fer. Els dispositius mòbils i les aplicacions també s'han demostrat per ajudar en l'educació dels estudiants amb discapacitat, amb un estudi que han informat del compromís i la comprensió i l'aprenentatge accelerat.
Estudis recents sobre l'ús d'e-learning en contextos universitaris n'augmenta la productivitat i permet als estudiants per dur a terme les seves tasques de manera més eficaç. Els models d'Aparicio, Bacao i Oliveira expliquen que més del 66% de la variació de la percepció el rendiment individual i el 60% del rendiment de l'organització percebuda, a causa dels sistemes d'e-learning que utilitzen, la satisfacció alumnes, i l'individualisme / col·lectivisme. Els últims estudis sobre els factors determinants de l'èxit d'e-learning demostren que els estudiants amb nivells alts d'estamina (resistència, perseverança i consistència d'interès) els ajuden a assolir millors resultats en l'aprenentatge.

## Desavantatges
Molts estats dels EUA gasten grans sumes de diners en tecnologia. No obstant això, no va ser fins a partir del 2013 que es va prendre consciència que la tecnologia de retorn de la inversió (ROI) s'havia de connectar amb la despesa en tecnología per tal que els estudiants tinguessin millors resultats.
Les noves tecnologies estan freqüentment acompanyades de molts bombo i promeses poc realistes pel que fa al seu poder transformador per canviar l'educació per al bé o per permetre millors oportunitats educatives a tots els estudiants. Els exemples inclouen pel·lícules mudes, emissió de ràdio i televisió, cap dels quals s'han mantingut gran part d'un punt de suport en les pràctiques quotidianes del corrent principal, l'educació formal. La tecnologia, per si mateixa, no necessàriament proporciona millores fonamentals en la pràctica educativa. El focus ha d'estar en la interacció de l'alumne amb la tecnologia, no la tecnologia en si mateixa. Es necessita ser reconegut com a "ecològica" en lloc de "additiu" o "substractiu". En aquest canvi ecològic, un canvi significatiu esdevindra en un canvi total. D'acord amb Branford et al., "La tecnologia no garanteix un aprenentatge efectiu" i l'ús inadequat de la tecnologia pot fins i tot impedir-la.
Un estudi de la Universitat de Washington del vocabulari infantil mostra que s'està disminuint a causa dels DVD educatius del nadó. Publicat a la revista Journal of Pediatrics, un 2007 Universitat de Washington estudi sobre el vocabulari dels nadons estudiats més de 1.000 pares a Washington i Minnesota. L'estudi va trobar que per cada hora que els nadons de 8-16 mesos d'edat observaven els DVD i vídeos sabien 6-8 menys paraules de les 90 paraules que sap un nado que no havien vist. Andrew Meltzoff, un topògraf en aquest estudi indica que el resultat té sentit, que si 'temps d'alerta' del nadó es passa davant els DVD i la televisió, en lloc de amb la gent parlant, els nadons no van a obtenir la mateixa experiència lingüística. El Dr Dimitri Chistakis, un altre topògraf va informar que l'evidència demostra que els DVD per a nadons no tenen cap valor i poden ser perjudicials. Els materials d'instrucció adaptats a mida segons les capacitats de cada estudiant i que calculen les seves puntuacions, els anima a treballar individualment en lloc de socialitzar o en col·laboració (Kruse, 2013). Les relacions socials són importants, però els entorns d'alta tecnologia poden posar en perill l'equilibri de la confiança, l'atenció i el respecte entre professor i alumne.
Els cursos massius en obert en línia (MOOCs), encara que bastant popular en els debats de la tecnologia i l'educació en els països desenvolupats (més en els Estats Units), no són una preocupació important en la majoria dels països en vies de desenvolupament o de baixos ingressos. Un dels objectius declarats de MOOCs és proporcionar a les poblacions menys afortunades (és a dir, als països en vies de desenvolupament) l'oportunitat d'experimentar amb cursos de contingut i estructura a l'estil nord-americà. No obstant això, les investigacions mostren només el 3% dels sol·licitants de registre provenen de països de baixos ingressos i encara que molts cursos tenen milers d'estudiants registrats només el 5-10% d'ells els acaben completat. Els MOOCs també implica que certs mètodes d'ensenyament i plans d'estudi són superiors i això eventualment podrien inundar les institucions educatives locals, les normes culturals i les tradicions educatives.
Amb Internet i els mitjans socials, l'ús d'aplicacions educatives fa que els estudiants altament susceptibles a la distracció es distreguin més. Tot i que l'ús adequat ha demostrat que augmenta el rendiment dels estudiants, la distracció seria perjudicial. Un altre desavantatge s'incrementa el potencial per fer trampa. Els telèfons intel·ligents pot ser molt fàcil d'ocultar i utilitzar sense cridar l'atenció, sobretot si el seu ús es normalitza a l'aula. Aquestes desavantatges poden ser manejats amb les normes i regulacions sobre l'ús del telèfon mòbil estrictes.

### Sobreestimulació
Els dispositius electrònics com ara els telèfons mòbils i ordinadors faciliten l'accés ràpid a un corrent de fonts, cadascuna de les quals pot rebre una atenció superficial. Michel Rich, un professor associat a l'Escola de Medicina de Harvard i director executiu del Centre de Mitjans i Salut Infantil de Boston, va dir de la generació digital, "Els seus cervells no estan pensats per mantenir la concentració, però si per saltar a la següent cosa. La preocupació és que estem educant a una generació de nens davant de les pantalles i els seus cervells estaran connectat de manera diferent " Els estudiants sempre s'han enfrontat a la distracció, però els ordinadors i telèfons mòbils són un desafiament particular a causa que el flux de dades pot interferir amb l'enfocament i l'aprenentatge. Encara que aquestes tecnologies afecten els adults també, els joves poden ser més influenciat per ella com els seus cervells en desenvolupament poden convertir fàcilment en habituat a les tasques de commutació i acaben estat poc acostumats a mantenir l'atenció. L'excés d'informació, que ve amb massa rapidesa, pot aclaparar a pensar.
La tecnologia està "alterant ràpida i profundament el nostre cervell." Els alts nivells d'exposició estimulen l'alteració de les cèl·lules cerebrals i alliberen neurotransmissors, el que provoca l'enfortiment d'algunes vies nervioses i debilitament dels altres. Això condueix a nivells de major estrès en el cervell que, en un primer moment, els nivells d'energia, però, amb el temps, en realitat augmentar la memòria, la cognició deteriorar, conduir a la depressió, alteren la circuiteria neuronal de l'hipocamp, l'amígdala i l'escorça prefrontal. Aquestes són les regions del cervell que controlen l'estat d'ànim i el pensament. Si no es controla, l'estructura subjacent del cervell podria ser alterat.L'excés d'estimulació a causa de la tecnologia pot començar afectar gent massa jove. Quan els nens estan exposats abans de l'edat de set anys, les tasques de desenvolupament importants poden retardar-se, i mals hàbits d'aprenentatge poden desenvolupar-se, la qual cosa "priva els nens de l'exploració i el joc que necessiten per desenvolupar-se." Psicologicament els mitjans de comunicació és un camp d'especialitat emergent que abasta els dispositius electrònics i els comportaments sensorials que es produeixen per l'ús de la tecnologia educativa en l'aprenentatge.

### Les critiques socioculturals
Segons Lai, "l'ambient d'aprenentatge és un sistema complex en el qual la interacció i la interacció de moltes coses impacten el resultat de l'aprenentatge." Quan la tecnologia es posa en un entorn educatiu, l'ajusta i canvia les pedagogies en què l'ensenyament o pot canviar tot el significat d'una activitat sense la validació d'una investigació adequada. Si la tecnologia monopolitza una activitat, els estudiants poden començar a desenvolupar el sentit que "la vida tot just seria impensable sense la tecnologia.
Leo Marx considera la paraula "tecnologia" com a problemàtica, susceptible a la cosificació i "objectivitat fantasmal", que oculta la seva naturalesa fonamental com una cosa que només és valuosa en la mesura que beneficia a la condició humana. La tecnologia d'última instància es redueix a afectar les relacions entre les persones, però aquesta noció s'ofusca quan la tecnologia és tractada com una noció abstracta mancada de bons i dolents. Langdon Winner fa una observació similar amb l'argument que el subdesenvolupament de la filosofia de la tecnologia ens deixa amb una reducció massa simplista en el nostre discurs a les nocions suposadament dicotòmiques de la "presa" davant dels "usos" de les noves tecnologies, i que un enfocament estret l ' "ús" ens porta a creure que totes les tecnologies són neutrals en posició moral Aquestes crítiques ens han fet que ens preguntem, "Com podem maximitzar el paper o l'avanç de la tecnologia en l'educació?", però, més aviat, "Quines són les conseqüències socials i humanes de l'adopció d'una tecnologia en particular?"
Winner ens diu que veu la tecnologia com una "forma de vida" que no només ajuda a l'activitat humana, sinó que també representa una poderosa força en la remodelació d'aquesta activitat i el seu significat.Per exemple, l'ús de robots en el lloc de treball industrial pot augmentar la productivitat, sinó que també canvien radicalment el procés de producció mateix, redefinint així el que s'entén per "treball" en un entorn d'aquest tipus. En l'educació, les proves estandarditzades ha redefinit podria dir-se que les nocions d'aprenentatge i avaluació. Rares vegades es reflexiona explícitament sobre la forma estranya noció és que un nombre entre, per exemple, 0 i 100 podria reflectir amb precisió el coneixement d'una persona sobre el món. Segons Winner, els patrons recurrents en la vida quotidiana tendeixen a convertir-se en un procés inconscient que aprenguem a donar per fet. Winner escriu sobre la importància en l'elecció de la primera vegada que s'introdueix un instrument en particular, sistema o tècnica. Perquè les opcions tendeixen a ser fortament fixada en l'equip material, inversions econòmiques, socials i l'hàbit, la flexibilitat original, s'esvaeix a tots els efectes pràctics una vegada que es fan els compromisos inicials. En aquest sentit, les innovacions tecnològiques són similars als actes legislatius o fundacions polítiques que estableixen un marc d'ordre públic que perdurarà durant moltes generacions.
L'adopció de noves tecnologies representa una oportunitat de "fer les coses bé." Seymour Papert assenyala un bon exemple de com una mala elecció que s'ha convertit fermament fix en l'hàbit social i equip material :. La nostra "elecció", per utilitzar el teclat QWERTY La disposició QWERTY de lletres en el teclat va ser triat originalment, no perquè era el més eficient per escriure, sinó perquè primeres màquines d'escriure eren propensos a encallar quan es va colpejar tecles adjacents en ràpida successió. Ara que la tipificació s'ha convertit en un procés digital, això ja no és un problema, però la disposició QWERTY viu com un hàbit social, que és molt difícil de canviar.
Neil Postman ens diu que la tecnologia impacta en les cultures humanes, incloent la cultura de les aules, i que aquesta és una consideració encara més important que tenint en compte l'eficàcia d'una nova tecnologia com una eina per a l'ensenyament. En quant l'impacte de l'ordinador en l'educació, el carter escriu :El que hem de tenir en compte sobre l'ordinador és que no té res a veure amb la seva eficàcia com a eina d'ensenyament. Hem de saber de quina manera s'està alterant la nostra concepció de l'aprenentatge, i com, en relació amb la televisió, que soscava la vella idea de l'escola.
Escletxa digital
El concepte de la escletxa digital és una escletxa entre els que tenen accés a les tecnologies digitals i els que no ho fan. L'accés pot estar associada amb l'edat, sexe, estat socioeconòmic, educació, ingressos, origen ètnic, i la geografia.

## La formació del professorat
Atès que la tecnologia no és l'objectiu final de l'educació, sinó més aviat un mitjà pel qual es pot dur a terme, els educadors han de tenir un bon coneixement de la tecnologia i els seus avantatges i desavantatges. La formació del professorat té com a objectiu per a la integració eficaç de la tecnologia a l'aula.
La naturalesa canviant de la tecnologia pot provocar pertorbacions en els professors, que poden experimentar-se a si mateixos com els novells perpetus. Trobar materials de qualitat per donar suport als objectius de l'aula és sovint difícil. El desenvolupament aleatori i en àrees inconnexes serà per tant inadequat.
Segons Jenkins, "En lloc de tractar amb cada tecnologia en forma aïllada, faríem millor prendre un enfocament ecològic, pensant en la interrelació entre les diferents tecnologies de la comunicació, les comunitats culturals que creixen al voltant d'ells, i les activitats que donen suport." Jenkins també va suggerir que el pla d'estudis escolar tradicional estigues guiat pels mestres amb l'objectiu de capacitar els estudiants a resoldre problemes autònomament. [195] No obstant això, els treballadors d'avui se'ls demana cada vegada més a treballar en equip, a partir de diferents tipus d'experiències i col·laborar per resoldre el problema. Els estils d'aprenentatge i els mètodes de recollida d'informació han evolucionat, i "els estudiants sovint se senten tancats fora dels mons descrits en els llibres de text a través de la prosa despersonalitzada i abstracte que s'utilitza per descriure’ls. Aquestes habilitats del segle XXI es poden aconseguir a través de la incorporació i el compromís amb la tecnologia. Els canvis en l'ensenyament i l'ús de la tecnologia també poden promoure un major nivell d'aprenentatge dels estudiants amb diferents tipus d'intel·ligència.

## Avaluació
Hi ha dues maneres diferents d'avaluar : l'avaluació de la tecnologia educativa i l'avaluació amb la tecnologia Les avaluacions de la tecnologia educativa han inclòs el projecte de seguir endavant. L'avaluació educativa amb la tecnologia pot ser l'avaluació formativa o sumativa. Els instructors utilitzen els dos tipus d'avaluació per entendre el progrés de l'estudiant i l'aprenentatge a l'aula. La tecnologia ha ajudat als mestres a crear una millor avaluació per ajudar a entendre on els estudiants que tenen problemes amb el material estan tenint problemes. L'avaluació formativa és més difícil, ja que la forma perfecta s'està desenvolupant i ha de permetre als estudiants demostrar el seu aprenentatge de diferents maneres depenent dels seus estils d'aprenentatge. La tecnologia ha ajudat a alguns mestres a millorar les avaluacions formatives, especialment a través de l'ús de sistemes de resposta de classe (CRS). Un CRS és una eina en la qual els estudiants tenen cadascun un dispositiu de mà que els associats amb l'ordinador del professor. L'instructor li pregunta de selecció múltiple o preguntes de vertader o fals i els estudiants responen al dispositiu. Segons el programari utilitzat, les respostes a continuació, es pot mostrar en un gràfic perquè els estudiants i el professor pot veure el percentatge d'estudiants que van donar a cada resposta i el professor pot centrar-se en el que va sortir malament. Alguns exemples dels SIR són Quizzler, Sistemes de voltes, i l'aspecte dels programes concurs Mastering (per exemple Mastering Física o Química Mastering). Les avaluacions acumulatives són més comuns a les aules i en general s'estableixen per ser qualificats amb més facilitat, ja que prenen la forma de proves o projectes amb els plans de classificació específics. Un gran benefici per a les proves basades en tecnologia és l'opció de donar als estudiants una retroalimentació immediata sobre les seves respostes. Quan els estudiants obtenen aquestes respostes, que són capaços de saber com ho estan fent en la classe que pot ajudar a empènyer a millorar o donar-los confiança que estan fent bé. La tecnologia també permet diferents tipus d'avaluació sumativa, com ara presentacions digitals, vídeos o qualsevol altra cosa el professor / alumnes pot arribar a, el que permet als diferents alumnes per mostrar el que han après de manera més eficaç. Els mestres també poden utilitzar la tecnologia per publicar avaluacions graduades en línia perquè els estudiants tinguin una millor idea del que és un bon projecte.
L'avaluació electrònica utilitza la tecnologia de la informació. Abasta diverses aplicacions potencials, que poden ser mestre o estudiant orientades, inclosa l'avaluació educativa durant tot el procés d'aprenentatge, com ara les proves de classificació computat, les proves d'adaptació computada, proves dels estudiants, i la classificació d'un examen. L'E-Marking és un examinador va portar activitat estretament relacionada amb altres activitats d'avaluació de correu, permet marcar una seqüència de comandaments en línia escanejada o la resposta en una pantalla d'ordinador en lloc de en paper.
No hi ha restriccions als tipus de proves que poden utilitzar amb aplicacions de correu marcat dissenyat per donar cabuda a l'opció múltiple, per escrit, i fins i tot presentacions de vídeo per als exàmens de rendiment. Correu marca programari és utilitzat per institucions educatives individuals i també s'estendrà a les escoles participants de l'adjudicació de les organitzacions de l'examen. e-marca s'ha utilitzat per marcar molts exàmens Stakes alts coneguts, que al Regne Unit inclouen els nivells A i exàmens GCSE, i als EUA inclou l'examen SAT per a l'admissió a la universitat. Ofqual informa que el correu marcat és el principal tipus de marcatge utilitzat per a les qualificacions generals al Regne Unit.
Al 2007, el Batxillerat Internacional implementa e-marca. El 2012, el 66% dels gairebé 16 milions de seqüència de l'examen eren "e-marcada" al Regne Unit.Ofqual informa que l'any 2015, totes les etapes 2 proves claus al Regne Unit es marcaran a la pantalla.
En 2014, la Scottish Qualifications Authority (SQA) van anunciar que la majoria dels papers Nacional 5-pregunta seria marcat amb un E.
El juny de 2015, el govern de l'estat de Odisha a l'Índia va anunciar que tenia previst utilitzar el correu marcat de tots els papers Plus II de 2016.

## Autoavaluació
La importància d'autovaloració a través d'instruments posats a disposició en plataformes de la Tecnologia Educativa ha estat creixent. L'autovaloració en la tecnologia de l'educació confia en estudiants que analitzen les seues forces, les debilitats i les àrees on la millora és possible definir objectius realistes en l'aprenentatge, milloren les seues actuacions educatives i rastregen el seu progrés. Un dels instruments únics per a l'autovaloració amb la tecnologia de l'educació és possible amb Analytics. En Analytics hi ha dades adjuntades en les activitats de l'estudiant en la plataforma d'aprenentatge, on hi ha models significatius que porten a una conclusió vàlida, generalment per mitjà de la visualització de dades com a gràfics.

## Despeses
Els cinc sectors clau de la indústria de l'e-learning són: les consultes, continguts, tecnologies, serveis i suport.A nivell mundia al 2000, l'e-learning es va estimar en més de 48 milions de dolars, segons càlculs conservadors. El creixement comercial ha estat molt àgils. En 2014, l'activitat comercial del mercat a tot el món s'estima en 6 bilió de dòlars de capital de risc en els últims cinc anys, [212]: amb el seu ritme de desenvolupament que va generar generant 35,6 mil milions de dòlars al 2011. :L' e-learning d'Amèrica del Nord van generar 23300000000 dòlars al d'ingressos en 2013, amb una taxa de creixement del 9% en les eines d'autor basada en el núvol i plataformes d'aprenentatge.

## Trajectoria
Els tecnòlegs educatius i els psicòlegs apliquen la investigació educativa i psicològica bàsica en una ciència aplicada basada en proves (o una tecnologia) d'aprenentatge o instrucció. En la investigació, aquestes professions típicament requereixen un nivell del graduat (el Mestre, Doctorat, Doctor en Filosofia o D. Phil.) en un camp relacionat amb psicologia educativa, mitjans educatius, psicologia experimental, psicologia cognoscitiva o, més purament, en els camps de Tecnologia de Rendiment Educativa, Educacional o Humana o disseny Educacional. En la indústria, la tecnologia educativa s'utilitza per a entrenar estudiants i empleats per una àmplia gamma de practicants de comunicació i aprenentatge, inclús dissenyadors educacionals, entrenadors tècnics, comunicació tècnica i especialistes en comunicació professionals, escriptors tècnics, i per descomptat escola primària i professors del col·legi de tots els nivells. De la transformació de la tecnologia educativa d'una indústria artesanal a una professió parla Shurville et al.

## La Tecnologia Educativa a Espanya. Un breu repàs al seu origen i desenvolupament
L'arribada a Espanya de la Tecnologia Educativa es realitza a través de la Llei General d'Educació (1970) i la creació dels ICEs (Instituts de Ciències de l'Educació) i de les seves divisions anomenades "Tecnologia Educativa" dedicades principalment a la utilització dels mitjans audiovisuals en l'ensenyament. Al seu torn, en aquesta època es crea la UNED (Universitat Nacional d'Educació a Distància), es publiquen en llengua espanyola diferents llibres relacionats amb aquesta disciplina, i la mateixa s'incorpora a poc a poc als plans d'estudi de formació de pedagogs.
Un important impuls a la mateixa es va produir a la dècada dels vuitanta per la creació i desenvolupament de programes educatius impulsats pel Ministeri d'Educació (Programes Atenea i Mercuri) i diferents comunitats autònomes ("Abrente" i "Estrela" a Galícia, el Pla "Zahara" a Andalusia, el "Pla Basc d'Informàtica Educativa", el "Programa Informàtica a l'Ensenyament" de València, el projecte "Àbac" a Canàries o el "Pla d'Informàtica Educativa" de Catalunya) destinats a la incorporació dels ordinadors al sistema escolar